# Канцоньєре (Петрарка)
«Канцоньєре», або ж «Книга пісень» (італ. Il Canzoniere)  — віршована збірка Петрарки, у якій поет оспівує свою любов до Лаури та свою скорботу з приводу втрати коханої. Написана після 1348 року та завершена 1374 року. Оригінальний заголовок збірки латинський: Rerum vulgarium fragmenta («Вірші людовою мовою», або «Безладні рядки на вольгаре»). «Канцоньєре» — центральний за значенням твір Петрарки на флорентійському вольгаре.

## Опис
«Канцоньєре» складається з 366 поетичних текстів: 317 сонетів (найпопулярніший — № 35 «Поет шукає самотності, але й там його переслідує Амур»), 29 канцон (серед найвідоміших — № 128 «Канцона. До італійських княжат», № 53 «Канцона. Римському сенаторові», № 126 «Канцона. Біля Воклюзького ключа»), 9 секстин, 7 балад та 4 мадригали (зокрема № 52 «Мадригал. Свого кохання чарівна Діана», № 106 «Мадригал. Нова краса в подобі янголиній»). Всупереч скромній авторській назві збірка містить зовсім не «розрізнені» тексти, але видає ретельну редакторську та складальну роботу автора. Італійські вірші, які не увійшли в «Канцоньєре» (так звані «екстравагантні»), втрачені або увійшли в інші збірки поета. У виданнях збірки склалась традиція ділити її на 2 частини: в першу частину увійшли вірші, які написані за життя Лаури, в другу — після її смерті, вірші у формі спогадів. Насправді всю збірку «Канцоньєре» поет написав після 1348 р. (тобто після смерті Лаури).
Окрім любовної лірики в «Канцоньєре» міститься декілька віршів іншого змісту, переважно політичного (наприклад, № 136 «Інвективи проти Авіньйона» з критикою Ватикану), патріотичного (№ 128 «Канцона. До італійських княжат») та релігійного. Збірка закінчується молитвою (№ 366) «Блага Діва, у сонячній одежі»), у якій поет звертається до Богородиці з молитвою про заступництво перед Господом, з тим, щоб Він дарував його бунтівній душі вічний спокій.

## Символіка

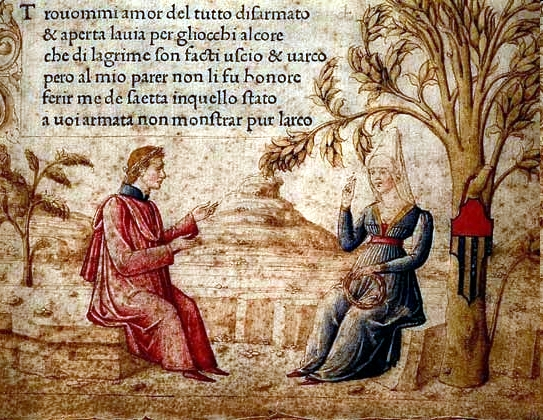
Мініатюра Лаура і Петрарка

Поет вперше побачив Лауру в церкві Св. Клари у Страсну п'ятницю 6 квітня 1327 року, і рівно через 21 рік 6 квітня 1348 року вона помирає. Число 6 з'являється двічі у сумі творів збірки (366), оскільки двічі це число відіграє важливу роль у творі, ділячи сюжет на дві частини: до (сонети 1-263) та після смерті (канцони 264—366) Лаури.
Ім'я Лаури має символічний характер. Можна виділити три основні семантичні поля, першим є золото (лат. Aurum), що стосується волосся коханої жінки, друге — повів вітру (італ. l'aura), що символізує зміну та неспокій і третє — лавровий вінок (італ. lauro), що є алюзією на «Метаморфози» Овідія, де з'являється оповідка про Аполлона та німфу Дафну, яку Пеней перетворив на лаврове дерево.

## Сприйняття

### Музика
Уже у XIV столітті Якопо Болонський написав мадригал на «Non al suo amante». Особливою популярністю у музикантів користувалася канцона alla Vergine (окремі її строфи або — рідше — повністю): духовний мадригал «Vergine pura» Філіпа де Монте, цикли духовних мадригалів «Le Vergine» Палестрини та Кіпріана де Роре, канцона Б. Тромбончино та інші. Близько 60 італійських віршів Петрарки поклав на музику Орландо Лассо. Вірші Петрарки неодноразово втілювали мадригалісти Лука Маренціо (строфи з секстини «Mia benigna Fortuna», «Solo e pensoso» та інші), Клаудіо Монтеверді («Zefiro torna»[2], «Or che'l cielo e la terra», «Vago augelletto»), Сіджизмондо д'Індія («Benedetto sia'l giorno», «Voi ch'ascoltate in rime sparse»), Жак де Верт, Марко Антоніо Індженьєрі та інші. У XIX—XX століттях вірші з «Канцоньєре» (в оригіналі та перекладах) використовували Франц Шуберт, Ференц Лист, Ганс Пфицнер, Ільдебрандо Піццетті, Ніно Рота, Олена Фірсова, Ларс Юхан Верле та багато інших композиторів.

## Переклади українською
- Петрарка, Ф. «Канцоньєре/Франческо Петрарка; пер. з італійського А. Перепаді; авт. передмов М. Сантаґата, Н. Ф. Баллоні.» Х.: Фоліо (2007).